# Coelostegia borneensis
Coelostegia borneensis är en malvaväxtart som beskrevs av Odoardo Beccari. Coelostegia borneensis ingår i släktet Coelostegia och familjen malvaväxter. Inga underarter finns listade i Catalogue of Life.